# Szlązak
Szlązak – przysiółek wsi Wesołowo w Polsce, położona w województwie podlaskim, w powiecie suwalskim, w gminie Szypliszki. Leży na północny zachód od centrum Wesołowa, przy drodze na Pokomsze.

## Historia
Dawniej odrębna wieś. Wchodziła w skład majoratu rząd. Kadaryszki. W 1827 roku miała 6 domów i 48 mieszkańców.
Od 1933 gromada w gminie Zaboryszki, a od 1952 w gminie Szypliszki. W latach 1954–1972 w gromadzie Kaletnik.
W latach 1975–1998 miejscowość administracyjnie należała do województwa suwalskiego.